# Górki Drugie
Górki Drugie – wieś sołecka w Polsce położona w województwie mazowieckim, w powiecie gostynińskim, w gminie Gostynin. Przez miejscowość przepływa niewielka rzeka Rakutówka, dopływ Lubienki.
W latach 1975–1998 miejscowość administracyjnie należała do województwa płockiego.